# Arena Arda
L'Arena Arda (in bulgaro Арена Арда), noto fino al 2018 come stadio Družba, è uno stadio situato a Kărdžali, in Bulgaria. Dotato di 11 114 posti a sedere, ospita le partite casalinghe dell'Arda Kărdžali.
Sorge 1,2 km a nord della stazione degli autobus della città, 1,9 km a nord-ovest della stazione ferroviaria. Dispone anche di una limitata area parcheggio.

## Storia
I lavori di costruzione dello stadio iniziarono nel 1961 e si conclusero nel 1963, anno in cui l'impianto, collocato nel parco ricreativo e culturale (meglio noto come parco Protostor), fu inaugurato con il nome di stadio Družba, come sede delle partite casalinghe dell'Arda Kărdžali. All'epoca si trattava di uno dei più moderni stadi bulgari. Lo stadio, della capienza di circa 30 000 posti in piedi, era dotato di pista d'atletica, una postazione per i giornalisti e la trasmissione televisiva e quattro ingressi.
All'inizio degli anni '80, anche per esigenze di sicurezza, fu rinnovato e dotato di seggiolini di plastica, il che ridusse la capienza dell'impianto a 15 000 posti a sedere. Nel 1984 lo stadio ospitò la finale di Coppa di Bulgaria tra Levski Sofia e Botev Plovdiv, partita che fece registrare il record di affluenza dell'impianto (30 000 spettatori).
Negli anni '90, a causa della crisi economica del paese, lo stadio, anche per mancanza di fondi adeguati, non fu più curato né manutenuto e versò in una condizione di degrado. Nel 2010 era ormai inadatto a ospitare partite di calcio, essendo sprovvisto dei requisiti minimi richiesti.
Nell'estate del 2011 furono condotti dei lavori nel settore A e sul terreno di gioco, ma lo stadio non era ancora adatto a ospitare le partite della terza serie bulgara e la licenza fu dunque ritirata. Il provvedimento obbligò l'Arda Kărdžali a spostarsi ad Ardino e Perperek per giocare le gare casalinghe.

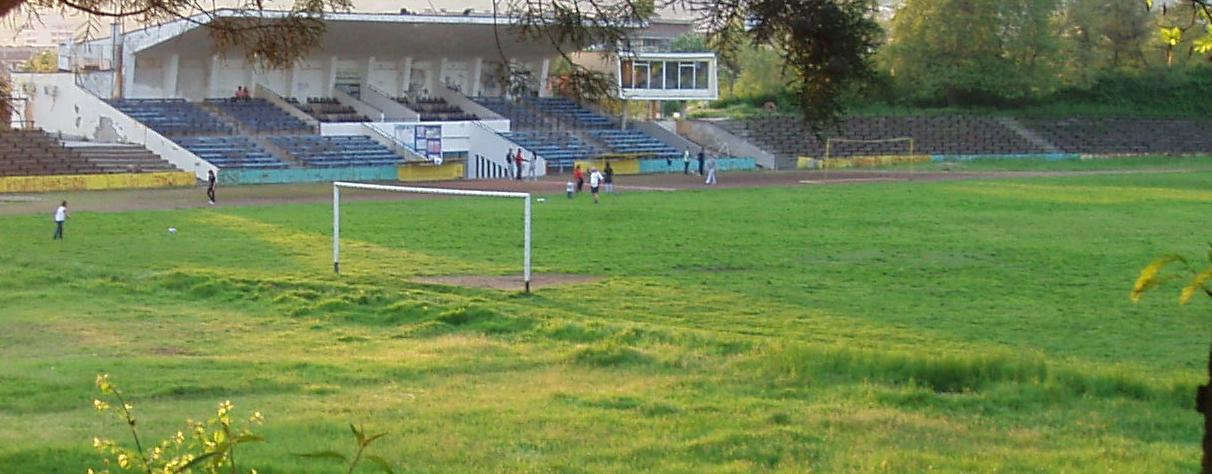
Lo stadio nell'aprile 2011, prima della ristrutturazione

Nel 2014 iniziarono i contatti tra il club e il governo locale e nazionale al fine di rinnovare lo stadio e adeguarlo agli standard richiesti dalla Federazione calcistica della Bulgaria. Nel gennaio 2015 fu erogato a tale scopo un finanziamento del Ministero per la gioventù e lo sport (codice BGN 1 786 888).
Nella prima fase dei lavori lo stadio fu equipaggiato con un nuovo sistema di drenaggio e irrigazione automatica. La base di cemento delle tribune fu completamente sostituita e furono inseriti 5500 nuovi seggiolini nelle tribune est e ovest. Fu inoltre aggiunto un nuovo box per il settore ospiti nella gradinata superiore e fu rinnovato completamente l'edificio destinato a ospitare gli spogliatoi.
All'inizio del 2017, grazie a queste opere, lo stadio riguadagnò la licenza e tornò a ospitare le partite casalinghe dell'Arda dopo quasi cinque anni. IL 3 luglio 2017 l'Arda tornò ad allenarsi nell'impianto e il 5 agosto seguente giocò contro il Dimitrovgrad la prima partita nel nuovo stadio. Alla fine di settembre del 2017 i seggiolini che coprivano la sezione centrale del settore A furono sostituiti con sedili di cuoio di qualità superiore, a creare, così, una tribuna VIP.
Durante la seconda fase dei lavori, condotta nel 2018, furono inseriti ulteriori seggiolini di plastica, per portare la capienza totale dello stadio a 15 000 posti a sedere.
Nella terza fase di ristrutturazione, condotta nel 2020, l'impianto fu dotato di nuovi riflettori LED e di un tabellone digitale LED di 9 x 6 metri, oltre che di nuovi sistemi di drenaggio del terreno di gioco e di un nuovo manto erboso. Nei mesi successivi furono installati una copertura per la tribuna est e un nuovo terreno in erba sintetica per l'allenamento al posto del vecchio campo situato nelle vicinanze.

## Galleria d'immagini

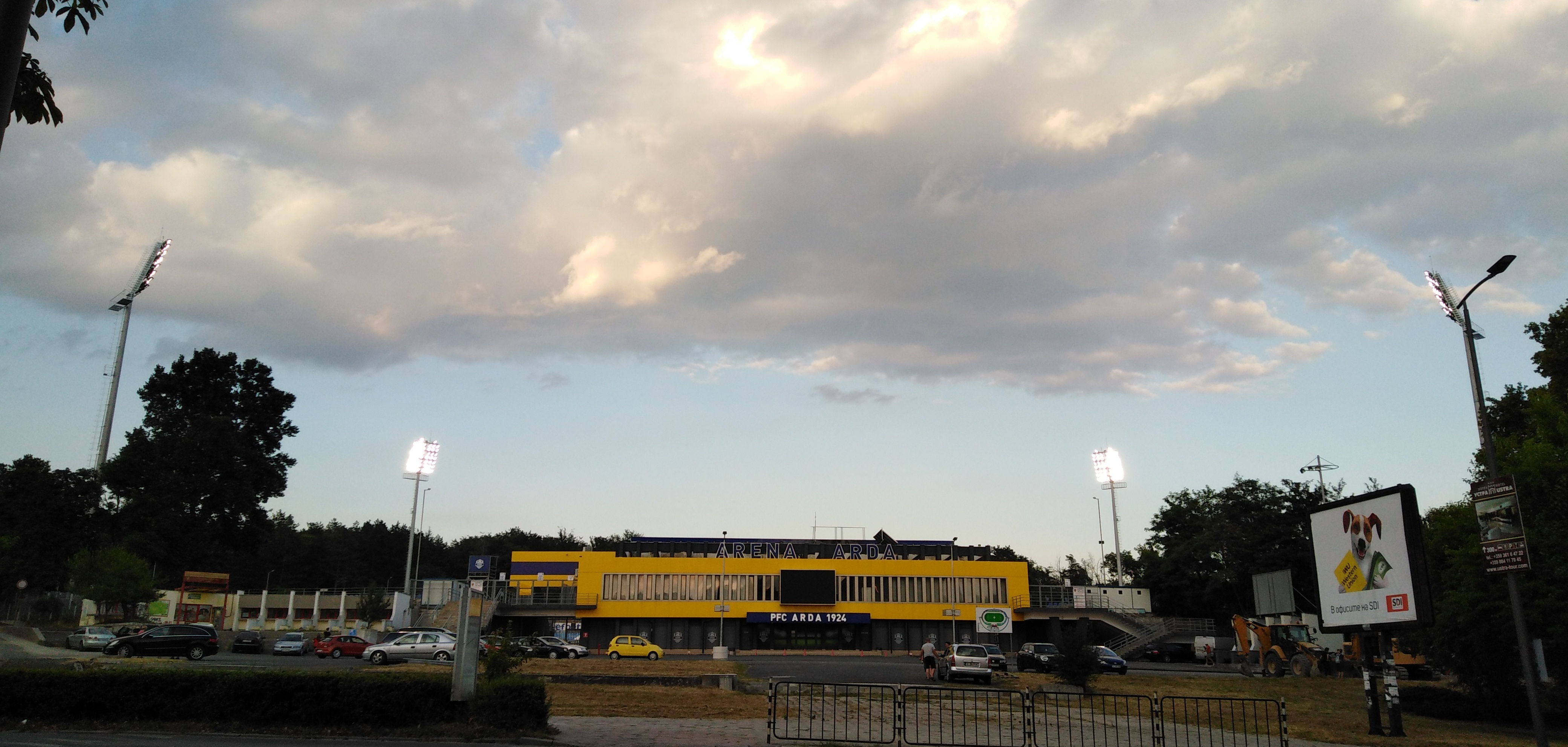
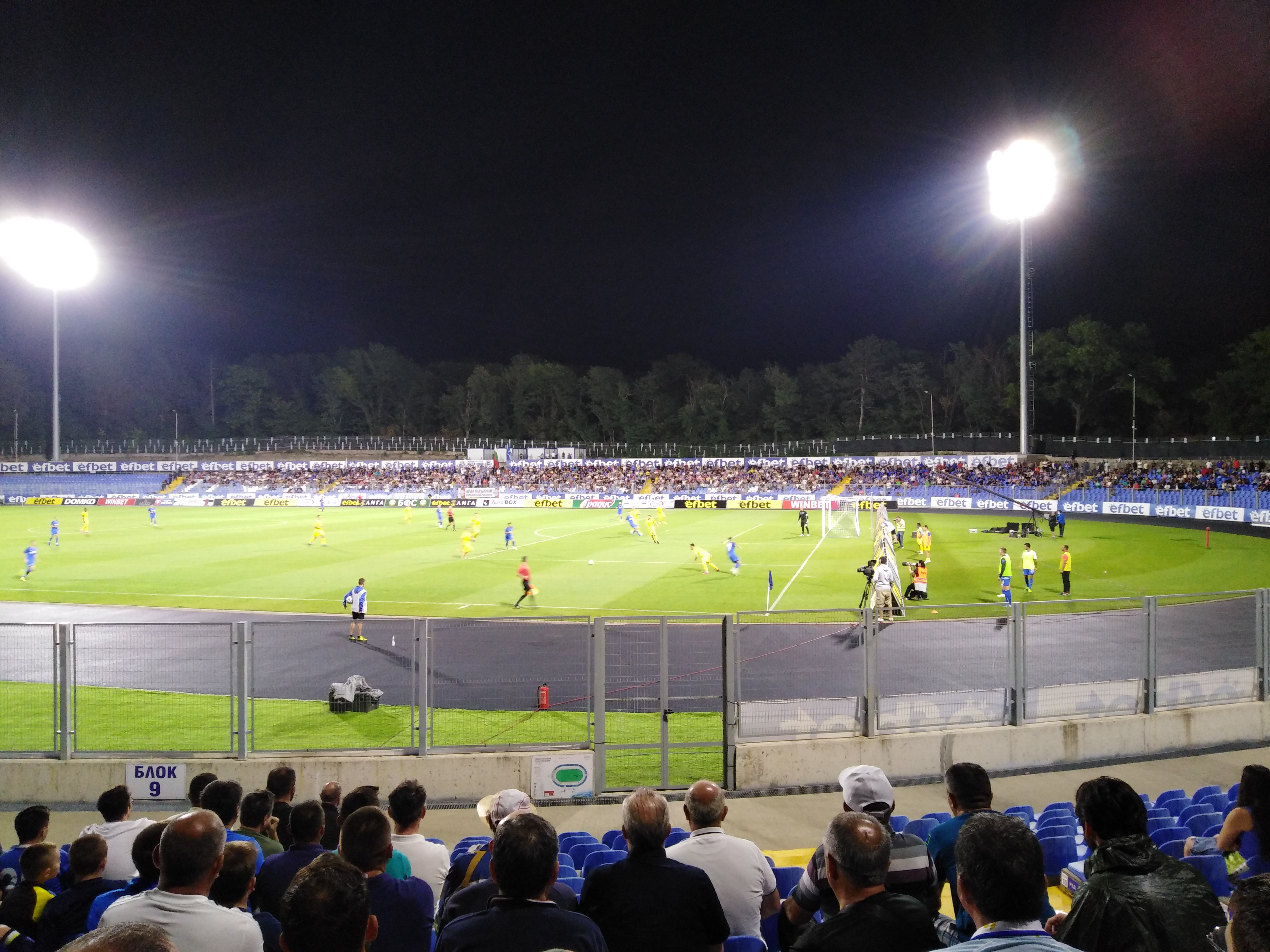
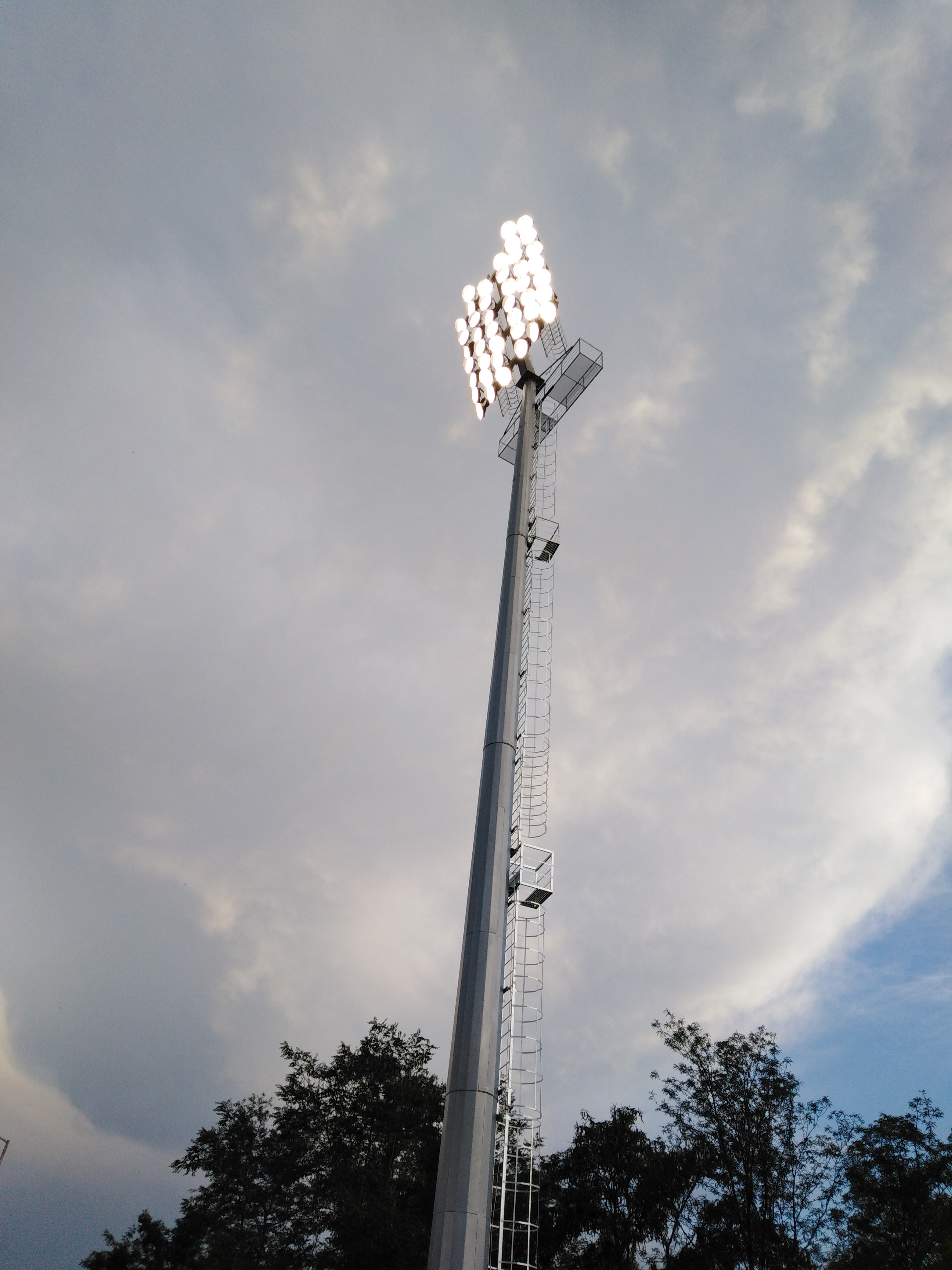
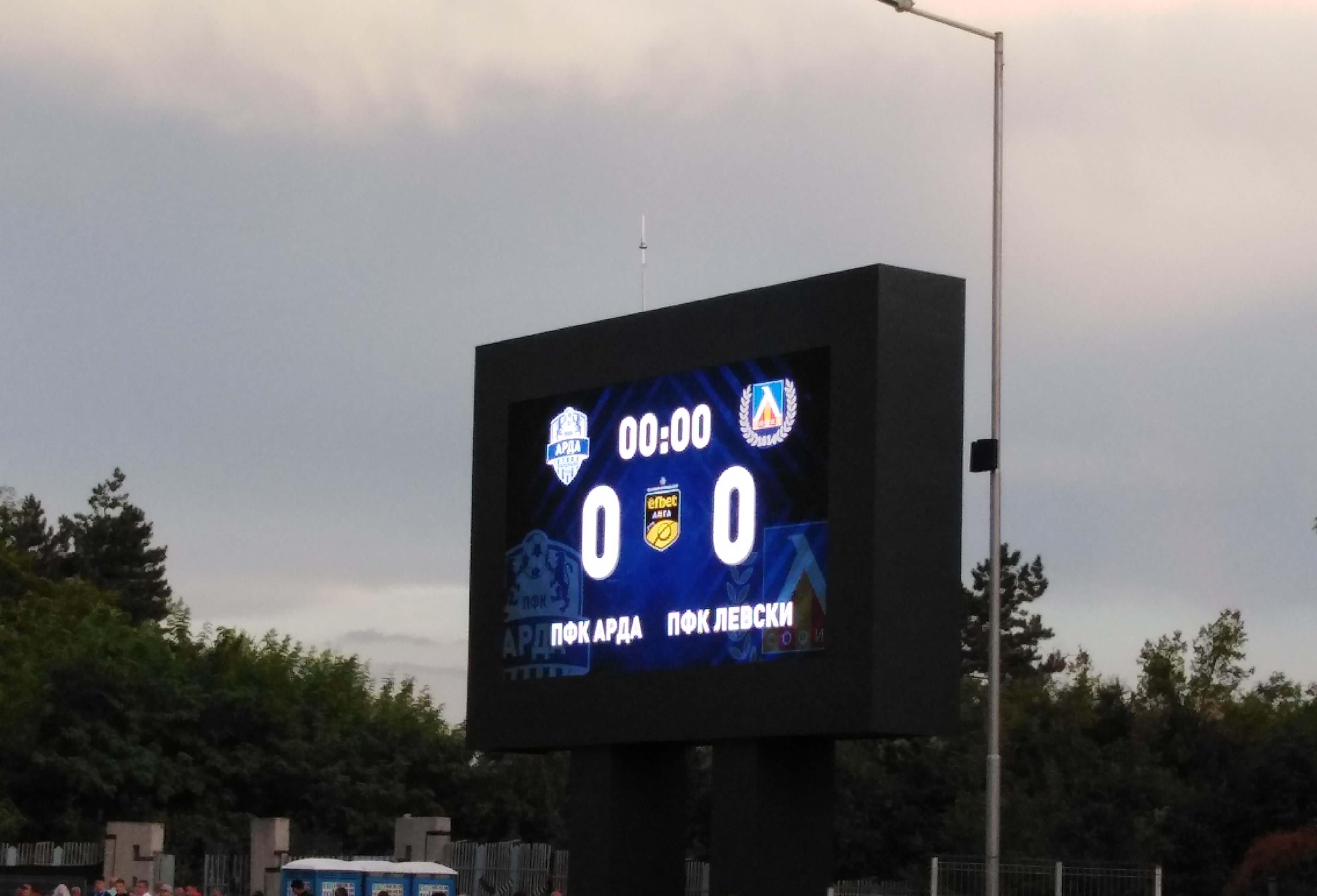